# Tommy Manville

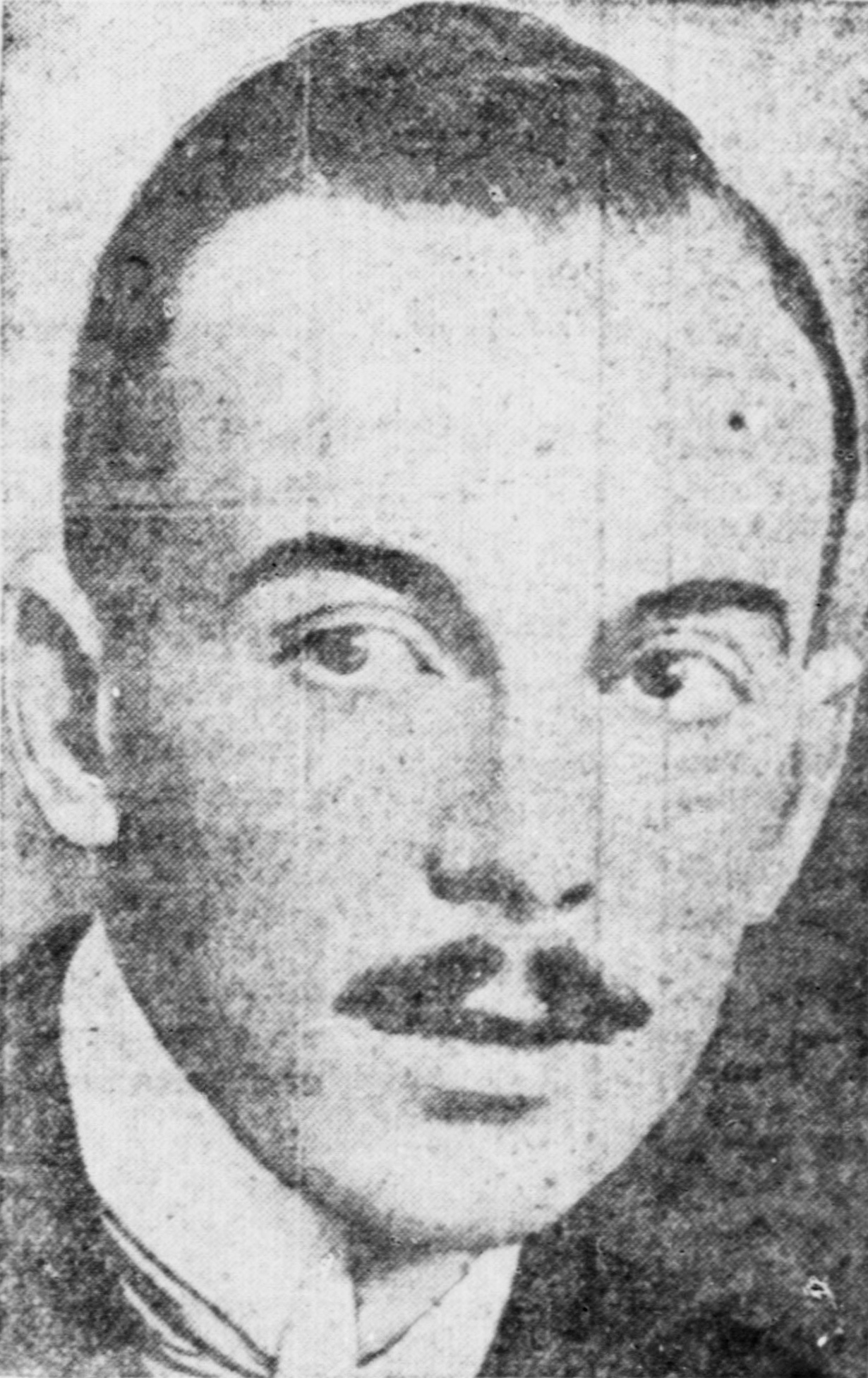
Tommy Manville, 1922

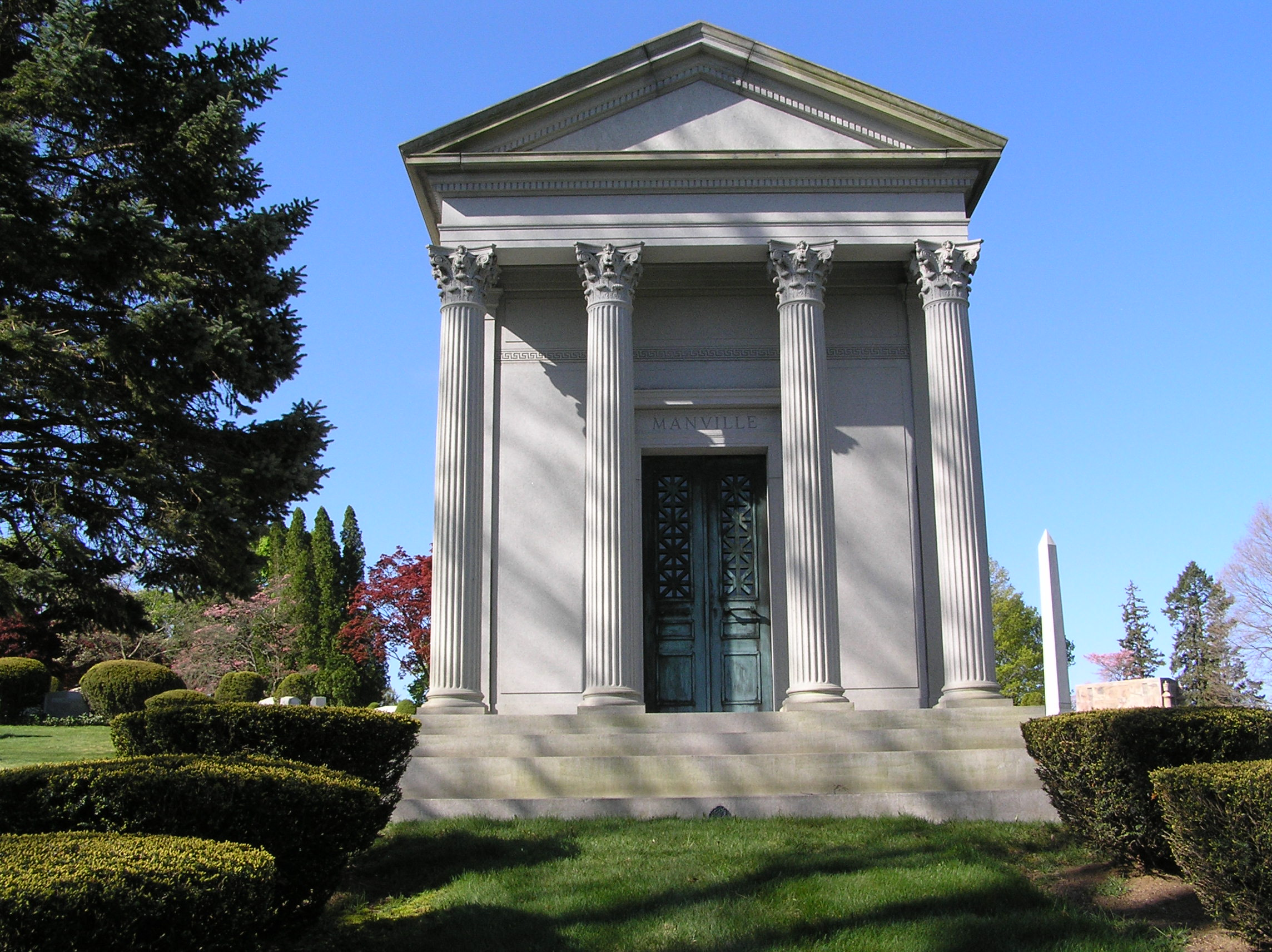
Mausoleum von Thomas Manville auf dem Kensico Friedhof

Tommy Manville (eigentlich Thomas Franklyn Manville, Jr.) (* 9. April 1894; † 9. Oktober 1967) war ein Prominenter und Erbe des Johns Manvilles Vermögens. Er war bekannt durch sein großes Erbe und seine dreizehn Hochzeiten mit elf verschiedenen Frauen, die ihm einen Eintrag in das Guinness-Buch der Rekorde bescherten.
Seine neunte Ehefrau, Anita Manville, schrieb eine Biografie unter dem Titel The Wives and Lives of Tommy Manville. Mit seiner elften Ehefrau, der 21-jährigen Deutschen Christina Erdlen, erwartete er sein erstes Kind; nach einer Fehlgeburt hielt er um die Hand der 17-jährigen Amerikanerin Joan Wynne an, die aber das Angebot des 66-jährigen ablehnte.
Er war dem Vernehmen nach das Vorbild für die Rolle des von Gary Cooper gespielten Michael Brandon im  Film Blaubarts achte Frau. Manville wird auch in Irving Berlins Lied What Chance Have I With Love erwähnt.